# Norma (aksjologia)
Norma – pojęcie bardzo bliskie pojęciu wartości, powinność określonego zachowania się.
Norma domaga się od nas realizacji dobrego stanu rzeczy. Oznacza:
- obowiązujący wzór, schemat postępowania
- idealną powinność
- rozkaz nakazujący postępowanie
- kryterium poznawcze (rozumienie Spinoza)

Roman Ingarden rozróżniał dwa typy zdań:
- Zdania typu "A jest B", które należą do nauki. Stwierdzają faktyczny stan rzeczy. Wskazują, że coś jest czymś
- Zdania typu "A powinno być B", czyli zdania normatywne. Wskazują trudną do sprecyzowania zależność, między czymś a czymś, którą można nazwać powinnością.

Normy nie muszą być sformułowane w formie zalecenia, choć są tak sformułowane zazwyczaj. O zakwalifikowaniu zdania do zdań normatywnych decyduje praktyka. Normy grupuje się w kodeksy. Zasadniczo można wyróżnić 5 typów kodeksów normatywnych:
- religijny
- moralny
- prawny
- zwyczajowy
- stylu (mody)

W społeczeństwach pierwotnych obowiązuje tylko jeden system norm. We współczesnym społeczeństwie pluralistycznym występuje wiele systemów norm, między którymi często zachodzi sprzeczność.
Rodzaje norm w aksjologii ze względu na normodawcę:
- norma autonomiczna
- norma heteronomiczna